# 大崎市立古川西中学校
大崎市立古川西中学校（おおさきしりつ ふるかわにしちゅうがっこう）は、宮城県大崎市古川にあった男女共学の公立中学校。

## 校訓
英知・仁愛・健康

## 教育目標
自ら学び健康で心豊かな生徒の育成

## 沿革
- 1975年（昭和50年）4月1日 - 古川市立志田中学校、古川市立東大崎中学校、古川市立高倉中学校が統合して新設の古川市立古川西中学校が開校。
- 2006年（平成18年）3月31日 - 市町合併により大崎市立古川西中学校に改称
- 2023年（令和5年）3月31日 - 東大崎小学校、志田小学校、西古川小学校、高倉小学校と統合して、新設の義務教育学校の大崎市立古川西小中学校が開校するため、閉校。

## 通学区域
- 西古川小学校、志田小学校、東大崎小学校、高倉小学校学区[4]

## 出身有名人
- 成田博之 - バリトン歌手